# 長野県製薬
長野県製薬株式会社（ながのけんせいやく）は、長野県木曽郡王滝村に本社を置く医薬品メーカー。古くから御嶽山のふもとで取れる薬草（キハダ）を主成分とした「御岳百草丸」という胃腸薬の製造で有名。

## 歴史・沿革
- 1849年（嘉永2年） - 御嶽山付近で民間薬「百草」の生産が開始される。
  - 「百草」は奈良時代から修験者によって伝えられた民間薬で、1782年（天明2年）に御嶽山を訪れた修験者が伝えて定着。御嶽山に自生する原料のキハダにて生産されたのはこの年からとされている。
  - （注）江戸時代の天明年間に尾張国の覚明行者（かくめいぎょうじゃ）と武蔵国の普寛行者（ふかんぎょうじゃ）が、御嶽山登山道をそれぞれ整備し開山、その時に普寛行者から登山道の開削を手伝った村人に製法を伝授したのが、百草の起源とされている。
- 1874年（明治7年） - 売薬取締法の公布により「百草」は官許による製造となった。
- 1926年〜1930年（昭和初期） - この頃から「百草」の生産が盛んになり、製造業者は木曽郡内の王滝村、三岳村、木曽福島町で27軒を数えた。
- 1936年（昭和11年） - 長野県製薬の前身、木曽製薬工業組合設立。現在の生産システム確立。
- 1938年（昭和13年） - 現在の主力製品、「御岳百草丸」の生産を開始。
- 1941年（昭和16年） - 国家総動員法に基づき医薬品が統制の対象になった。
- 1943年（昭和18年） - 長野県売薬製造統制株式会社設立。長野県製薬ではこの年を会社設立年としている。木曽製薬工業組合を吸収合併した。会社設立時の本社は長野県長野市。西筑摩郡福島町（現木曽郡木曽町）に福島支店を置き生産拠点とした。
- 1944年（昭和19年） - 長野県製薬株式会社に社名変更。
- 1949年（昭和24年） - 本社を福島町に移転。三岳村・王滝村に工場設立。
- 1977年（昭和52年） - 本社を王滝村（現住所）に移転。工場を本社のみとし木曽福島町・三岳村の工場廃止。
- 1982年（昭和57年） - 顆粒タイプの「百草」生産開始。
- 1984年（昭和59年） - 長野県西部地震で一時生産がストップ。
- 1992年（平成4年） -  新工場第一期工事完成。
- 2000年（平成12年） - 新工場第二期工事完成。
- 2012年（平成24年）-　株主総会により社長が交代、6代目の社長に古畑勝三が就任。

## 取り扱い製品
胃腸薬
- 御嶽百草【第2類医薬品】

キハダ樹皮から抽出されたオウバクエキスのみを配合した黒色板状の苦味健胃薬。200年以上の歴史を持つとされる伝統薬。
- 御岳百草丸【第2類医薬品】

1938年（昭和13年）に製造・発売を開始。主成分のオウバクエキスに日本薬局方ゲンノショウコ末、日本薬局方センブリ末、日本薬局方コウボク末、日本薬局方ビャクジュツ末といった生薬を配合した黒色丸剤の苦味健胃薬。
1938年（昭和13年）に黒色板状の百草をより服用しやすい剤形へと新規開発したのが「百草丸」。初期の成分は、オウバクエキスにゲンノショウコ、ビャクジュツを加え、黒色丸状に加工していた。その後も時代と共に成分変更と改良を行いながら、現在も「御岳百草丸」を製造している。
- 御岳百草顆粒ウコン入【第2類医薬品】

黒色丸状の御岳百草丸を、より服用しやすい顆粒状形へと新規開発したのが「御岳百草顆粒ウコン入」。主成分のオウバクエキスに、日本薬局方ボレイ末、エンゴサク末、ウコン末を加えた顆粒剤の胃腸薬。ただし、ウコンは成分としての含有量は多くはない。
その他
- 六こん風邪薬【指定第2類医薬品】 風邪薬
- 六こん目薬【第2類医薬品】 目薬
- 腸草薬【指定第2類医薬品】 便秘薬
- 八味地黄丸【第2類医薬品】 漢方製剤
- 百草シップII【第3類医薬品】 湿布薬

## 研究と検証、成果
1. 2007年（平成19年）、日本薬学会関東支部大会において、星薬科大学応用微生物学教室と長野県製薬の共同研究の結果発表があった。その内容は、御岳百草丸のヘリコバクターピロリ（以下、ピロリ菌）に対する抗菌効果の実験結果についてであり、ピロリ菌の他ブドウ球菌にも増殖を抑える阻止円が見られたが、有益な大腸菌には抗菌作用を示さないことが確認された。
2. 2011年（平成23年）4月、日本薬学会第131年会において、京都薬科大学と長野県製薬との共同研究（スナネズミにおけるH.pylori惹起胃粘膜障害モデルに対する御岳百草丸の保護作用）の結果発表があった。この共同研究の統括は、京都薬科大薬物治療学分野の薬学博士竹内孝治教授。その研究内容は、胃腸薬御岳百草丸（主成分:オウバクエキス、コウボク、ゲンノショウコ、ビャクジュツ、センブリ）がピロリ菌に感染したスナネズミの胃炎の症状を軽減させる効果のあることを確認した。これまでも試験管レベルの実験では百草丸がピロリ菌の成育を阻害する効果を確認していたが、今回はじめて動物実験で確かめた。